# فرانسيسكو موري
فرانسيسكو موري (بالإيطالية: Francesco Mori)‏ هو رسام إيطالي، ولد في 28 مارس 1975 في غروسيتو في إيطاليا.

## وصلات خارجية
- الموقع الرسمي